# Heinz Wässle
Heinz Wässle (* 11. Oktober 1943 in Salzburg) ist emeritierter Direktor am Max-Planck-Institut für Hirnforschung in Frankfurt am Main. Er gehört zu den weltweit führenden Neuroanatomen und erforscht seit mehr als 20 Jahren den Sehvorgang des Menschen.

## Werdegang
Wässle studierte zunächst Physik an der Ludwig-Maximilians-Universität München, bestand dort 1968 das Diplom und forschte bis 1972 für seine Doktorarbeit auf dem Gebiet der Neurobiologie am Max-Planck-Institut für Psychiatrie in München. Für seine Studien über die Verschaltung der Nervenzellen in der menschlichen Netzhaut ging er anschließend nach London und Canberra und ab 1974 nach Konstanz. Er habilitierte sich 1978 an der Universität Konstanz in den Fächern Physiologische Psychologie und Tierphysiologie und war bereits seit 1977 und bis 1981 Leiter einer Nachwuchsgruppe am Friedrich-Miescher-Labor der Max-Planck-Gesellschaft in Tübingen. Seit 1981 ist er Direktor am Max-Planck-Institut für Hirnforschung in Frankfurt am Main, seit 1982 zudem Honorarprofessor an der Universität Mainz.
Wässle erhielt 1998 den Golden Brain Award, er ist seit 1999 Mitglied der Wissenschaftsakademie Leopoldina.

## Forschungsthemen: das Auge als Fenster zum Gehirn
Heinz Wässle erforscht die Arbeitsweise der menschlichen Netzhaut, genauer: die synaptischen Schaltkreise der Netzhaut und deren Rolle bei der Weiterleitung und der Verarbeitung von Lichtsinneseindrücken. Ziel der Arbeit ist es letztlich, auf der Ebene einzelner Zellen oder Zellgruppen zu verstehen, wie das Zusammenwirken von Netzhaut, ihr nachgeordneten Nervenzellen und Gehirn zum Beispiel unser Farbempfinden und unsere Nachtsichtfähigkeit ermöglicht. Hierzu werden u. a. neurophysiologische Experimente an Zellkulturen, an Schnittpräparaten und an Organpräparaten der Netzhaut durchgeführt, ferner an Mutantenstämmen der Hausmaus.

## Belege
1. ↑  siehe Eintrag Heinz Wässle im Mitgliederverzeichnis der Leopoldina.

| Personendaten    | Personendaten                                                                               |
| ---------------- | ------------------------------------------------------------------------------------------- |
| NAME             | Wässle, Heinz                                                                               |
| KURZBESCHREIBUNG | deutscher Neurologe, Direktor am Max-Planck-Institut für Hirnforschung in Frankfurt am Main |
| GEBURTSDATUM     | 11. Oktober 1943                                                                            |
| GEBURTSORT       | Salzburg                                                                                    |